# Fulgencio Vega
Fulgencio de la Vega y Santos (Granada, 5 de noviembre de 1805 - 1 de marzo de 1868) fue un militar y político nicaragüense, Supremo Director del Estado de Nicaragua desde el 20 de diciembre de 1851 hasta el 13 de febrero de 1852.

## Biografía
Nació en Granada, el 5 de noviembre de 1805 de la unión matrimonial de Deogracias de la Vega y Fajardo con Josefina Santos Argüello. Contrajo nupcias con Mercedes Vega Chamorro quien era su prima hermana, hija de su tío paterno, Francisco la Vega y Fajardo con Josefa Chamorro, la ilustre prócer del 11 de noviembre de 1811.
Militó siempre en el bando conservador al lado del General Fruto Chamorro, es un personaje prototipo en la historia política nicaragüense porque ejemplifica al típico líder criollo con todas sus cualidades y defectos. Era enérgico, estuvo dotado de una astucia llamativa y una valientía probada. 
Le decían Borbollón porque hablaba fuerte y arrastraba la lengua. Era un hombre de un coraje único. Nunca se amilanó por peligrosa que fuera la acción que tenía que confrontar. Su participación en la política fue siempre destacada desde muy joven. Cuando el Coronel Cleto Ordóñez emprendió la primera revolución social de Nicaragua, Fulgencio Vega, contaba con 19 años y vio cómo se perseguía a los Señorones y cómo se arrebataban y rodaban por el suelo los Dones. 
Cuando la guerra civill de 1827, entre los partidarios de Manuel Antonio de la Cerda y Juan Argüello,  ya con 22 años, dio muestra de sus verdaderos impulsos perfilándose más tarde en 1834, cuando los levantamientos de Metapa acaudillados por el Coronel Cándido Flores contra el Supremo Director José Núñez. 
Su nombre está vinculado con hechos trascendentes de la historia de Nicaragua; puesto que no hubo acontecimiento de 1830 a 1868, en Granada principalmente, que no contara con su participación activa.

## Caudillo criollo
Fue un caudillo de arrastre popular y quienes lo seguían creían fervientemente en él, porque era todo para el servicio público. Cualquier conmoción de la vida política granadina, repercutía en la casa de Vega, y la gente se preguntaba: 
"¿Qué dice 'Tata' Vega?".
Para dar una idea de lo que era el caudillismo de Fulgencio Vega, se cuenta que una vez que sus seguidores le llegaron a proponer la candidatura para Presidente de La República, riéndose les dijo: 
"El Presidente es un nicaragüense que sirve a los nicaragüenses sin distingos de color político, viendo únicamente los intereses generales de la Nación. Sin vacilación corta el dedo malo, no permitiendo manejos incorrectos aunque sean de sus mismos partidarios. En cambio, el caudillo es un hombre entregado únicamente a beneficiar a sus partidarios, sin ver en ellos defecto alguno. A sus amigos el caudillo les da todo, hasta los calzones, y por ellos se sacrifica en el día y en la noche."
Para concluir les preguntó:
"¿Qué quieren Uds? ¿Ver a Fulgencio Vega de Presidente ó que siga siendo caudillo?"
Y socarronamente dijeron a una voz: "Caudillo".

## Supremo Director
Al amanecer del 4 de agosto de 1851, el General Trinidad Muñoz dio un golpe militar contra José Laureano Pineda Ugarte y organizó un Gobierno Provisional con sede en León, nombrando Director Supremo Interino al Licenciado Justo Abaunza. 
La Asamblea reunida en Managua, replicó al levantamiento de Muñoz, nombrando Director Supremo en falta de Pineda, al Senador José Francisco del Montenegro, quien organizó su gobierno en Granada.
Con la muerte repentina del señor del Montenegro, asumió interinamente José de Jesús Alfaro hasta que la Asamblea para llenar la vacante le confirió el Alto Cargo, al Senador Fulgencio Vega, quien en ejercicio del Mando Supremo, conmutó la pena de muerte dictada contra el General Muñoz por la de expatriación a El Salvador, hecha efectiva en octubre de 1851.

## Managua, Capital de Nicaragua
Las diferencias que había entre leoneses y granadinos se pusieron muy tensas. 
Existe una relación valiosa sobre los cambios que ha tenido la ciudad Capital de Nicaragua. 
- Juan Espinosa, Jefe de Gobierno interino en la ciudad de Rivas, con fecha 30 de enero de 1830, designó a Granada como la residencia de los Supremos Poderes.

- El 14 de febrero de 1831, la Asamblea Legislativa reunida en Granada, confirmó que fuera esta ciudad la sede de los Poderes Supremos. El Jefe de Gobierno, Dionisio Herrera, por esa razón desempeñó su alto cargo en Granada.

- El 17 de enero de 1832, la Asamblea reunida en Granada señaló a León, para que continuara sus sesiones a partir del día 6 de febrero, debiéndose clausurar las de Granada el 21 de enero.

- La Asamblea reunida en León el 2 de noviembre de 1833, designó para su residencia la Villa de Managua que debería continuarse el 12 de ese mismo mes.

- El 7 de abril de 1838, se señaló a León como residencia de la Asamblea a contar del día 24 de ese mes.

- Por Decreto de 27 de agosto de 1839, el director Supremo Joaquín del Cosío, hizo saber lo resuelto por la Asamblea, esto es, que se concedía al Gobierno la facultad de residir a su juicio donde lo creyere más conveniente, de acuerdo con la seguridad y la tranquilidad del Estado.

- Por Decreto de 12 de julio de 1839, se suspendieron las sesiones de la Asamblea en León para continuarlas en Chinandega.

- Posteriormente se mandó que se continuaran en León por Decreto de 12 de octubre de 1840.

- En 1844 por la guerra de Casto Fonseca (el "Gran Mariscal" de opereta), José León Sandoval dispuso que las Cámaras se reunieran en San Fernando (Masaya) y no en León.

Durante la administración pública del Director Supremo Sandoval (1845-1847) hubo una fuerte controversia entre el connotado jurista leonés Pablo Buitrago Benavente y el Mandatario, sobre la Capital de La Nación. Sandoval aseverando que la Capital estaba en esa ocasión en la ciudad de León, y la Asamblea en Masaya, porque el Gobierno tenía la potestad para trasladarse y visitar la población que creyere más conveniente a fin de ejercer allí sus altas y elevadas funciones.
Para 1852 nuevamente se trató la fijación de una ciudad estable para residencia de los Supremos Poderes y para ponerle término a la pugna entre Granada y León, Fulgencio Vega, Encargado de la Dirección Suprema, dio el célebre y famoso Decreto del 5 de febrero de ese año, por medio del cual se señalaba fija, la ciudad de Managua, como la única capital de La República.
El Senador Director del Estado,
Teniendo presente que la permanencia del Gobierno en esta ciudad de Granada ha sido por el triste acontecimiento del 4 de agosto de 1851, y mientras duraban las circunstancias de entonces que éstas han desaparecido junto con la facción asilada en el Cuartel de León, y,
Considerando que la capital de Managua, es el lugar de la residencia ordinaria del Gobierno,
En uso de sus facultades,
Decreta:
Arto. 1° — El Poder Ejecutivo del Estado se traslada el 9 del corriente a la ciudad de Santiago de Managua como punto de su residencia.
Arto. 2° — El Señor Ministro General es encargado del cumplimiento del presente Decreto y de su publicación y circulación. 
Dado en Granada a 5 de febrero de 1852. 
- FULGENCIO VEGA. -
Este Decreto fue publicado en La Gaceta Diario Oficial del Supremo Gobierno del Estado de Nicaragua.